# Armored Fist 2
Armored Fist 2 är det andra spelet i "Armored Fist"-serien som utvecklades och gavs ut av Novalogic. Spelet släpptes i december 1997 och datumen varierar beroende på var i världen det släpptes.
Man manövrerar en M1A2 Abrams (som för övrigt är den stridsvagn som bl.a. USA använder sig av i Irak) genom olika terrängtyper och banor. Novalogic satsar mer på action och nöje när de gör sina spel, så också i Armored Fist 2, vilket gör spelet mer likt ett arkadspel än ett simulatorspel. Armored Fist 2's mellansekvenser är videor inspelade på en riktig pansarbataljon i USA.
Armored Fist 2 använder sig inte av samma 3D-motor som Armored Fist 1, utan använder sig istället av Comanche 3's 3D-motor som också utvecklas och givits ut av Novalogic.